# Romuald Paczkowski
Romuald Paczkowski (ur. 5 lutego 1878 w Kłecku, zm. 6 stycznia 1940 w Poznaniu) – polski prawnik, profesor Uniwersytetu Poznańskiego, działacz polityczny, poseł na Sejm II kadencji w II RP z ramienia Związku Ludowo-Narodowego. Został zamordowany w obozie zagłady KL Posen.

## Życiorys
W 1897 roku ukończył Gimnazjum Marii Magdaleny w Poznaniu. Następnie studiował prawo, ekonomię i nauki przyrodnicze we Fryburgu, Berlinie, Monachium oraz Wrocławiu. W 1901 roku uzyskał stopień doktora nauk prawnych. W 1907 roku zdał egzamin asesorski w Berlinie. Habilitował się na Uniwersytecie Poznańskim w 1932 roku. Od 1937 roku profesor nadzwyczajny.
Był członkiem korporacji akademickiej Surma. Od 1908 roku pracował jako adwokat w Poznaniu. Wykładał również prawo na Uniwersytecie Poznańskim. Od 1936 roku kierował katedrą prawa cywilnego. Był członkiem komisji nauk społecznych Poznańskiego Towarzystwa Przyjaciół Nauk.
Po rozpoczęciu II wojny światowej aresztowany przez Niemców 28 września 1939 i uwięziony w KL Posen. Rozstrzelany 6 stycznia 1940.

### Działalność polityczna
Członek Ligi Narodowej przed 1907 rokiem. W latach 1925–1928 był członkiem zarządu okręgowego Związku Ludowo-Narodowego. Następnie kierował wydziałem samorządowym przy zarządzie okręgowym Stronnictwa Narodowego. Sprawował mandat radnego miasta Poznania w latach 1919–1933. W latach 1932–1933 jako przewodniczący Rady Miasta. W samorządzie miejskim pracował w komisjach: finansowo-budżetowej, prawniczej, administracyjnej i teatralnej. Po zamachu majowym był członkiem antypiłsudczykowskiego Komitetu Wojewódzkiego Organizacji Obrony Państwa w Poznaniu. Uzyskał mandat posła II kadencji z listy nr 24 (Lista Katolicko-Narodowa) w okręgu wyborczym nr 34 (Poznań).

## Życie prywatne
Był synem Jana (1852–1928) i Marii z d. Brzezieckiej. W 1924 ożenił się z Marią Jadwigą Barcką primo voto Majewska. Nie miał dzieci.

## Publikacje
- Renta pieniężna w postaci ciężaru realnego i długu rentowego na tle ustawodawstwa ziem zachodnich (1936)
- Zbiór Ustaw Ziem Zachodnich (1923) – współautor tomu X
- artykuły w Kurierze Poznańskim i Ruchu Prawniczym

## Odznaczenia
- Krzyż Komandorski z Gwiazdą Orderu Odrodzenia Polski (pośmiertnie)